# LGSF Kaunas
LGSF futbolo komanda (lt Lietuvos gimnastikos ir sporto federacija) var en fodboldklub fra den litauiske by Kaunas.

## Historie
Klubben blev stiftet i 1927 og gik konkurs i 1944.

## Titler

### Nationalt
- A Lyga
  - Vindere (1): 1939.[1]
  - Andenplads (1): 1938.

## Klub farver
- Blå og rød

| LGSF | LGSF |

## Bane farver
| 1927 – ???? Hjemmebane | 1927 − ???? Udebane | ???? Udebane | ???? Udebane |